# Männer in den besten Jahren erzählen Sexgeschichten
Männer in den besten Jahren erzählen Sexgeschichten (Titel in Österreich) bzw. Total versext (Titel in Deutschland) ist ein österreichischer Spielfilm aus dem Jahre 1967 von Frits Fronz.

## Handlung
An ihrem freien Tag fahren fünf Männer mittleren Alters – Karl, Martin, Georg, Max und der noch recht junge Kurt – bei bester Laune aus Wien heraus, um in der freien Natur, den Prater-Auen, bei einem Camping-Kurzurlaub einmal so richtig die Seele baumeln zu lassen. Sie wollen Karten spielen, als in unmittelbarer Nähe eine Gruppe Mädchen und deren Lehrerin ihr Lager aufschlagen. Die jungen Damen wollen im Bikini Sonne tanken und im nahe gelegenen Fluss baden. Sie tollen in ihrer jugendlichen Unbekümmertheit herum, während sich die reiferen Herren allmählich die Augen aus dem Kopf gucken und anfangen, lüstern zu werden. Diese Situation inspiriert die altersgeilen Kerle dazu, aus ihrem „reichen“ Erfahrungsschatz zu plaudern, und jeder von ihnen wird nun eine Sexgeschichte erzählen, in deren Mittelpunkt ein persönlich erlebtes erotisches Abenteuer stehen soll.
Der abenteuerlustige Karl berichtet in seiner Story von einem spannenden Flirt mit einer exotischen Dame, der jäh unterbrochen wurde, während Martin, eher der biedere Typ, von einer humorvollen Begebenheit berichtet, in der er unfreiwillig die Rolle eines Voyeurs einnahm. Dann ist Georg an der Reihe. Er wiederum erzählt von einer Begebenheit, in der er sich mit einem gemeinsamen Freund als reicher Scheich ausgab, um ein junges Mädchen in erotischer Weise zu veralbern. Max wiederum weiß von einer heißen Affäre mit einer jungen Ärztin zu berichten, bei der er fast von seiner eigenen Gattin in flagranti erwischt wurde. Schließlich ist der schüchterne Kurt an der Reihe, und dessen Geschichte wartet mit einer riesengroßen Überraschung auf…

## Produktionsnotizen
Total versext war einer der frühen Versuche des österreichischen Films, auf der Welle der sich zu dieser Zeit im nord- und mitteleuropäischen Film etablierenden Genres des Sexfilms bzw. Sexfilmkomödie mitzureiten. In Deutschland lief der Film am 11. Oktober 1968 an.
Ernst Zemann entwarf die Filmbauten, Alfred Josef war Produktionsleiter. Es handelt sich um einen der beiden Erotikfilme aus der Hand des Regisseurs Fronz, die der Kurzzeit-Produzent Gerhard Kayder (1939–2014) herstellte.
Die 17-jährige Gaby Fuchs gab hier ihr Filmdebüt.

## Kritik
Das Lexikon des internationalen Films verriss den Streifen gnadenlos und nannte ihn eine „unsägliche Primitiv-Produktion“ und „haarsträubend dilettantisch“.

## Einzelnachweis
1. ↑  Total versext. In: Lexikon des internationalen Films. Filmdienst, abgerufen am 11. Januar 2018.